# Jan Stanisław Jabłonowski
Jan Stanisław Jabłonowski, född 1669, död 28 april 1731 i Lwów, var en polsk adelsman. Han var son till Stanisław Jan Jabłonowski.
Jabłonowski var storkronkansler och vojvod av Rus, stod under stora nordiska kriget på kung Augusts sida, men måste 1706 underkasta sig Stanisław I Leszczyński och hölls sedan av August II inspärrad på Königstein till 1717. 
Jabłonowski författade memoarerna Pamiętnik om åren 1698–1700 och gav i skriften Skrupuł bez skrupułu (1730) en sorglig bild av de politiska förhållandena i Polen.